# Leraar (basisonderwijs)

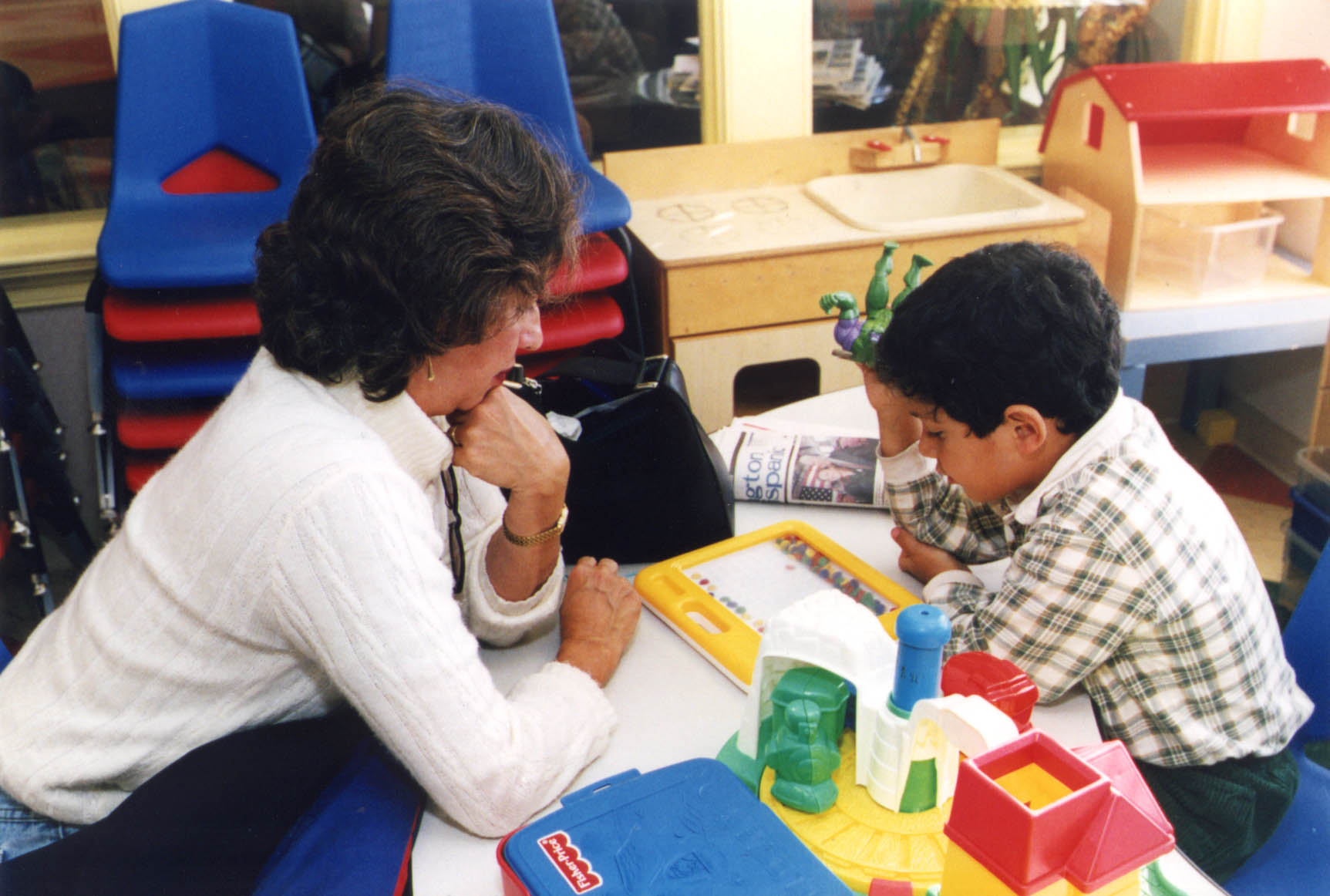
Onderwijzeres met leerling in de VS (basisschool of speciaal onderwijs), 2006

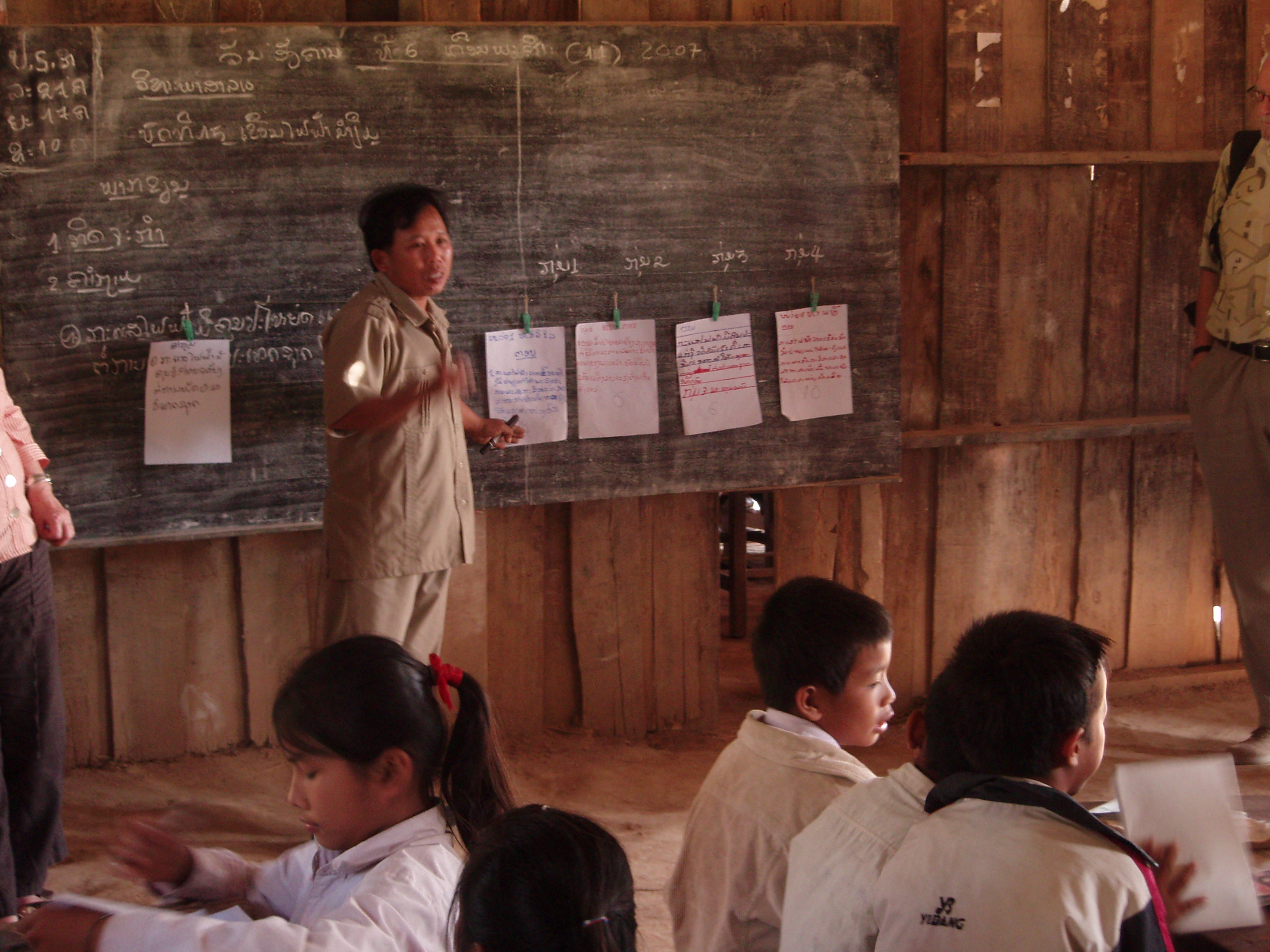
Onderwijzer met klas in Laos, 2007

Een leraar/lerares in het basisonderwijs draagt kennis en vaardigheden over aan leerlingen van een basisschool. Genderneutrale termen zijn leerkracht en onderwijsgevende. Voor leerkrachten in het basisonderwijs wordt vaak de term onderwijzer(es) gebruikt.
Een onderwijzer of onderwijzeres geeft les in (bijna) alle vakken in het basisonderwijs en krijgt daarvoor een speciale opleiding. Soms treedt een "bijzonder leermeester" of vakleerkracht op voor de vakken lichamelijke opvoeding, godsdienst of niet-confessionele zedenleer, in Nederland ook wel voor muziek en handvaardigheid.
Leraren in het voortgezet of secundair onderwijs geven een of enkele vakken, en zijn door een speciale lerarenopleiding of werk daarvoor opgeleid. Veel docenten in het hoger onderwijs, zeker aan universiteiten, geven niet alleen gespecialiseerd onderwijs maar verrichten ook onderzoek.
Buiten het onderwijs wordt de term docent of leraar ook gebruikt, zoals bij sport en cultuur. Ook in bepaalde religies hanteert men de leraar, zoals in het jodendom en katholicisme, zo is de bisschop, de 1e leraar, herder en bestuurder van zijn bisdom.
In Nederland zijn leraar en docent synoniemen, in Vlaanderen gebruikt men het woord docent vrijwel alleen voor leerkrachten in het universitair onderwijs.

## Nederland
Om in Nederland onderwijs op basisscholen te mogen geven moet een pedagogische hoger beroepsonderwijs (hbo-)opleiding worden doorlopen, de zogenoemde pedagogische academie voor het basisonderwijs (pabo), of een lerarenopleiding voortgezet onderwijs (lvo) aan een Hogeschool. Zowel pabo als lvo duurt drie of vier jaar en leidt op tot "Bachelor of Education".

### Aanspreekvorm
Tot 1957 was het in Nederland verboden voor een getrouwde vrouw om als ambtenaar (waaronder ook als onderwijzeres) werkzaam te zijn, waardoor een lesgevende vrouw altijd juffrouw was. Tot heden is het gebruikelijk dat een onderwijzeres met "juffrouw" (of "juf") wordt aangesproken, zelfs als ze getrouwd is - dus niet met de in andere situaties gangbare vorm "mevrouw".
Mannelijke onderwijzers worden vanouds aangesproken met "meester" en soms ook wel als "meneer". Sedert het einde van de 20e eeuw komt daarna vaak de voornaam ("meneer Wim" en "juf Anneke"), terwijl de onderwijzers vanouds alleen met de achternaam bekend waren.
Op Aruba wordt de mannelijke onderwijzer "meneer" genoemd en de vrouwelijke onderwijzer wordt "juffrouw", "juf" of "juffie" genoemd. Sommige leerlingen noemen de vrouwelijke onderwijzer een "jufferd".

## Vlaanderen
In Vlaanderen wordt men onderwijzer(es) in het lager onderwijs na een driejarige opleiding "Bachelor in onderwijs: lager onderwijs". Om aan deze opleiding te beginnen, moet men in het bezit zijn van het diploma secundair onderwijs. De vroegere onderwijsopleiding ("normaalschool") werd bij de schaalvergroting in het hoger onderwijs ondergebracht bij de grotere hogescholen.
Onderwijzer is de aanduiding voor een leraar op een basisschool of lagere school. De onderwijzer wordt door de leerlingen over het algemeen meester of juf(frouw) genoemd. De leiding van een basisschool is in handen van de hoofdonderwijzer, nu meestal aangesproken met de titel directeur.

## Tijdsbesteding
Volgens een onderzoek uit 2017 werkt een leerkracht in het primaire onderwijs gemiddeld 46,9 uur per werkweek bij een voltijds aanstelling. Daarvan besteedt de leerkrcht circa 38% aan lesgeven, 15% aan voorbereiding en nakijken, 5% aan leerlingencontact, 20% aan overleg en administratie, 5% aan scholing en de rest aan overige taken.

## Bekende onderwijzers en onderwijzeressen
- Chris van Abkoude
- Willem Bartjens
- Gijsbertus Blankesteijn
- Kees Boeke
- Klaas Bond
- Tarik Fraihi
- Abraham Hans
- Eli Heimans
- W.G. van de Hulst sr.
- C. Joh. Kieviet
- Corneel van Kuyck
- Jan Ligthart
- Caesarius Mommers
- Petrus de Raadt
- Emile Roemer
- Hindericus Scheepstra
- Jan Schenkman
- Jack Spijkerman
- Jac. P. Thijsse
- Theo Thijssen
- Jacques Vriens
- Cornelis Vrij